# CQ
CQ (wym. Si Kju) – skrót radiowy (nazywany wywołaniem CQ lub wywołaniem ogólnym) używany przez krótkofalowców, głównie podczas łączności telegraficznej, gdzie stosuje się alfabet Morse’a, ale również podczas łączności fonicznej w celu wywołania ogólnego. Nadawanie liter CQ na konkretnej częstotliwości radiowej jest zaproszeniem wysłanym do wszystkich operatorów słuchających na tej częstotliwości. Jest to powszechnie używane w krótkofalarstwie.
Do wywołania CQ można dodać więcej liter (na przykład CQ DX oznaczającego wywołanie dla stacji DX) albo prefiks znaków wywoławczych ITU dla konkretnego kraju (na przykład CQ VK oznaczającego wywołanie Australii). Nadawca wywołania może być zidentyfikowany przez dodawanie liter DE (fr.) oznaczających „od”. następnie podaje się znak stacji nadawczej.
W wielu krajach na świecie, w tym w Polsce nie używa się wywołania CQ na FM (szczególnie na przemiennikach).
Wariantem wywołania CQ był CQD, pierwszy kod używany jako sygnał wołania o pomoc.
Wywołanie CQ było pierwotnie używane przez operatorów telegrafii lądowej w Zjednoczonym Królestwie.
Język francuski był i nadal jeszcze jest oficjalnym językiem międzynarodowych usług pocztowych i słowo sécurité było stosowane jako „bezpieczeństwo” albo „zwróć uwagę”. W tym znaczeniu, w łącznościach międzynarodowych używane jest do dziś. Litery CQ wymawiane po francusku brzmią podobnie do pierwszych dwu sylab sécurité i były używane jako skrót dla tego słowa. W krajach anglojęzycznych początek skrótu był powszechnie zamieniony na  wyrażenie „seek you” (szukam cię).

## Przykłady
Przykład fonicznego wywołania SSB:
Wywołanie ogólne, wywołanie ogólne podaje stacja (literujemy znak SP8AHT) Stefan Paweł Osiem Adam, Henryk, Tadeusz. Stefan Paweł Osiem Adam, Henryk, Tadeusz podaje ogólne wywołanie i przechodzi na nasłuch. Proszę nadawać.
Przykład telegraficznego wywołania ogólnego: 
CQ VK DE SP6PBB